# Capela de Darresham
A Capela de Darresham o igreja da Santa Mãe de Deus (em armênio: Սուրբ Ասսուածածին Եկեղեցի) é una igreja armênia do século XVII localizada as margens do rio Aras, no Irã.
Junto com o monastério de São Tadeu, a Vila de São Tadeu, a Capilla 5 (Sandokht), a Mosteiro de São Estêvão, a capela de Chupan, a capela de Zorzor e a vila de Baran, forma os Conjuntos Monásticos Arménios no Irão que foram declarados Patrimônio da Humanidade pela UNESCO em 2008.